# Språkljud
Språkljud (engelska speech sound) är inom lingvistiken en mångtydig term. Språkljud kan beteckna en fon i fonetisk analys, eller ett fonem i fonologisk analys. Ett tredje närliggande begrepp är segment, som kan vara ungefär en synonym till ”fon”, men också kan beteckna ett fonem eller ett icke närmare klassificerat segment av löpande tal.